# North Vanlaiphai
North Vanlaiphai is een census town in het district Serchhip van de Indiase staat Mizoram. 

## Demografie
Volgens de Indiase volkstelling van 2001 wonen er 3275 mensen in North Vanlaiphai, waarvan 51% mannelijk en 49% vrouwelijk is. De plaats heeft een alfabetiseringsgraad van 84%. 